# フィン・ラッセル
フィン・ラッセル（Finn Russell、1992年9月23日 - ）は、プレミアシップバース・ラグビーに所属するラグビー選手。

## プロフィール
- スコットランド、ブリッジ・オブ・アーラン出身。
- ポジションはスタンドオフ(SO)、センター(CTB)。
- 身長 182cm、体重 87kg
- U20スコットランド代表に選ばれたことがある[1]。
- スコットランド代表キャップは80（2024年9月現在）でラグビーワールドカップ2015・ラグビーワールドカップ2019・ラグビーワールドカップ2023のスコットランド代表に選ばれた[2]。
- ブリティッシュ・アンド・アイリッシュ・ライオンズに選ばれたことがある[3]。
- バーバリアンズに選ばれたことがある[4]。

## 略歴
グラスゴー・ウォリアーズを経て、2018年、ラシン92に加入。 
2023年、バースに加入。 